# آرسینوئه چهارم
آرسینوئه (لاتین: Arsinoë IV؛ ۶۸–۶۳ پیش از میلاد – ۴۱ پیش از میلاد) ملکه حاکم اهل امپراتوری بطلمیوسی بود. او کوچک‌ترین دختر بطلمیوس دوازدهم از مادری ناشناخته و یکی از آخرین اعضای دودمان بطلمیوسی بود که عنوان ملکه مصر بطلمیوسی را داشت و به همراه برادرش بطلمیوس سیزدهم از ۴۸ پیش از میلاد تا ۴۷ پیش از میلاد حکومت کرد و در برابر خواهر یا خواهر ناتنی‌اش، کلئوپاترای هفتم قرار گرفت. آرسینوئه به دلیل نقشش در محاصره اسکندریه (۴۷ پیش از میلاد) علیه کلئوپاترا، توسط تریوم‌ویرات اول روم، ژولیوس سزار پس از شکست بطلمیوس سیزدهم در نبرد نیل به عنوان اسیر جنگی به روم برده شد. سپس آرسینوئه به معبد آرتمیس در افسوس در آناتولی روم تبعید شد، اما به دستور تریوم‌ویرات دوم روم مارک آنتونی در سال ۴۱ پیش از میلاد و به خواسته معشوقه‌اش کلئوپاترا هفتم در آنجا اعدام شد.